# La vedova allegra (film 1934)
La vedova allegra (The Merry Widow) è un film del 1934 diretto da Ernst Lubitsch. Come nelle altre due versioni (quella del 1925 e quella del 1952), anche questo film si ispira all'operetta Die lustige Witwe di Franz Lehár. È l'unico, però, dove la protagonista non è un'americana, ma anche lei una cittadina del piccolo paese europeo dove inizia la vicenda.
Fu girata in contemporanea anche una versione in francese del film dal titolo La Veuve joyeuse sempre con Chevalier e la MacDonald come protagonisti.

## Trama
La storia è ambientata nel 1885 in Marshovia, un'immaginaria piccolissima nazione balcanica. Madame Sonia, la vedova più ricca del mondo, è entrata in possesso del 52% del paese dopo la morte del marito. Terminato il periodo di lutto, Sonia parte per Parigi dove vuole rifarsi una vita. Re Achmet di Marshovia teme che a Parigi la vedova possa sposarsi con uno straniero, cosa che potrebbe provocare una rivoluzione a causa delle dissestate finanze del paese. Manda allora a Parigi il conte Danilo, capo della Guardia Reale e casanova incallito (è stato con tutte le donne del film), perché conquisti la vedova.

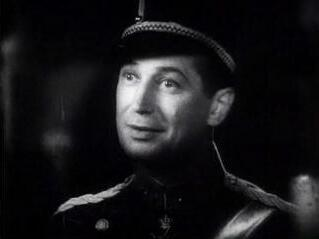
Il Conte Danilo (Maurice Chevalier)

## Produzione
Il film fu prodotto dalla Metro-Goldwyn-Mayer (MGM) tra il 9 aprile e il 17 aprile 1934.
La musica di Lehar venne riadattata da Herbert Stothart che curò anche la direzione orchestrale. I testi vennero riscritti da Lorenz Hart e Gus Kahn. Le parti danzate furono affidate ad Albertina Rasch e Jeanette MacDonald ebbe un istruttore, Bert Spencer, per la scena del valzer.

## Distribuzione
Il copyright del film, richiesto dalla Metro Goldwyn Mayer Corp, fu registrato il 27 ottobre 1934 con il numero LP5068.
Distribuito dalla Metro-Goldwyn-Mayer (MGM), il film uscì nelle sale cinematografiche statunitensi il 2 novembre dopo una prima tenuta a New York l'11 ottobre 1934.

### La critica
..."uno dei più splendidi film a colori della storia del cinema: forse solo Dreyer ha saputo dare al bianco e nero altrettanta intensità cromatica. Prima di tutto, c'è la "grana" inimitabile e pastosa della fotografia che dà straordinario risalto agli incredibili "décors" di Cedric Gibbons. (...) Sonia all'inizio che si toglie il velo nero, aiutata da una cameriera che lo ripone in un armadio accanto a centinaia di altri veli neri; lo stesso con l'abito nero, le scarpe nere, le calze nere (...), con un cagnolino nero (...) . La vediamo sostituire il velo con un cappello bianco, le gramaglie con abiti nuovi e candidi, il cagnolino con un esemplare identico ma bianchissimo.

## Riconoscimenti
- 1935 - Premio Oscar
  - Oscar per la migliore scenografia (Cedric Gibbons e Frederic Hope)

## Altre versioni
- La vedova allegra di Erich von Stroheim, con Mae Murray e John Gilbert (1925)
- La vedova allegra di Curtis Bernhardt, con Lana Turner e Fernando Lamas (1952)